# 上石の不動桜
上石の不動桜（あげいしのふどうざくら）は、福島県郡山市中田町上石字舘にあるベニシダレザクラの一本桜である。

## 特徴
樹齢は推定350年、樹高16メートル、枝張が18メートルあり、紅枝垂地蔵桜同様に、三春滝桜の子孫であるとも言われる。毎年4月下旬から5月初旬頃にかけて、紅色の花が咲き乱れる。桜の脇に不動明王を祀る仏堂があることから、不動桜と呼ばれる。また、この仏堂は幕末には寺子屋として利用されており、当時の子供たちの落書きなども残っている。
三春滝桜や紅枝垂地蔵桜から車で20分程度の距離にあるため、これらのついでに寄る観光客も多く、桜の開花時期には、臨時の売店なども設けられる。
2001年（平成13年）、郡山市指定天然記念物に指定された。

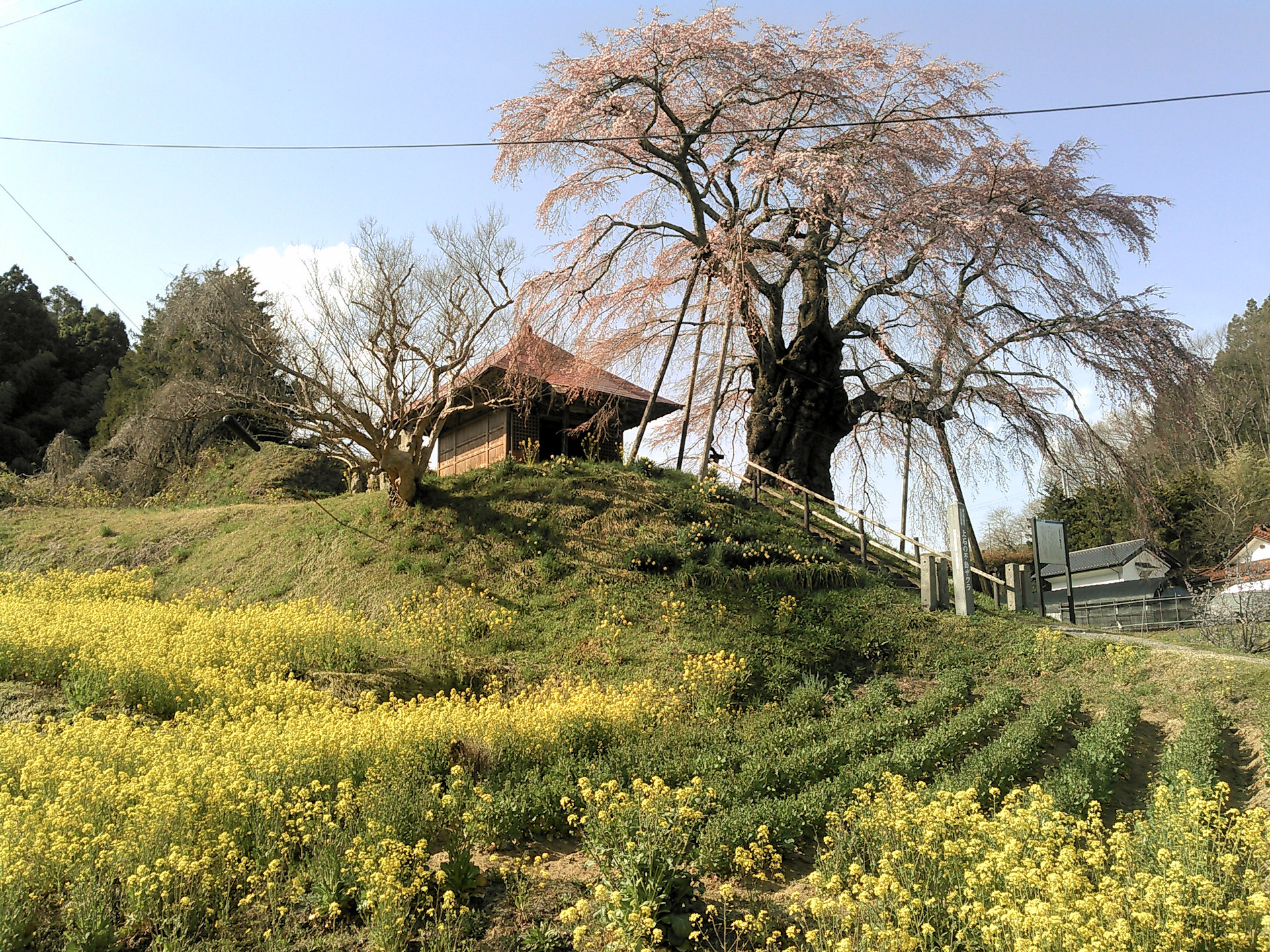
菜の花畑と不動桜
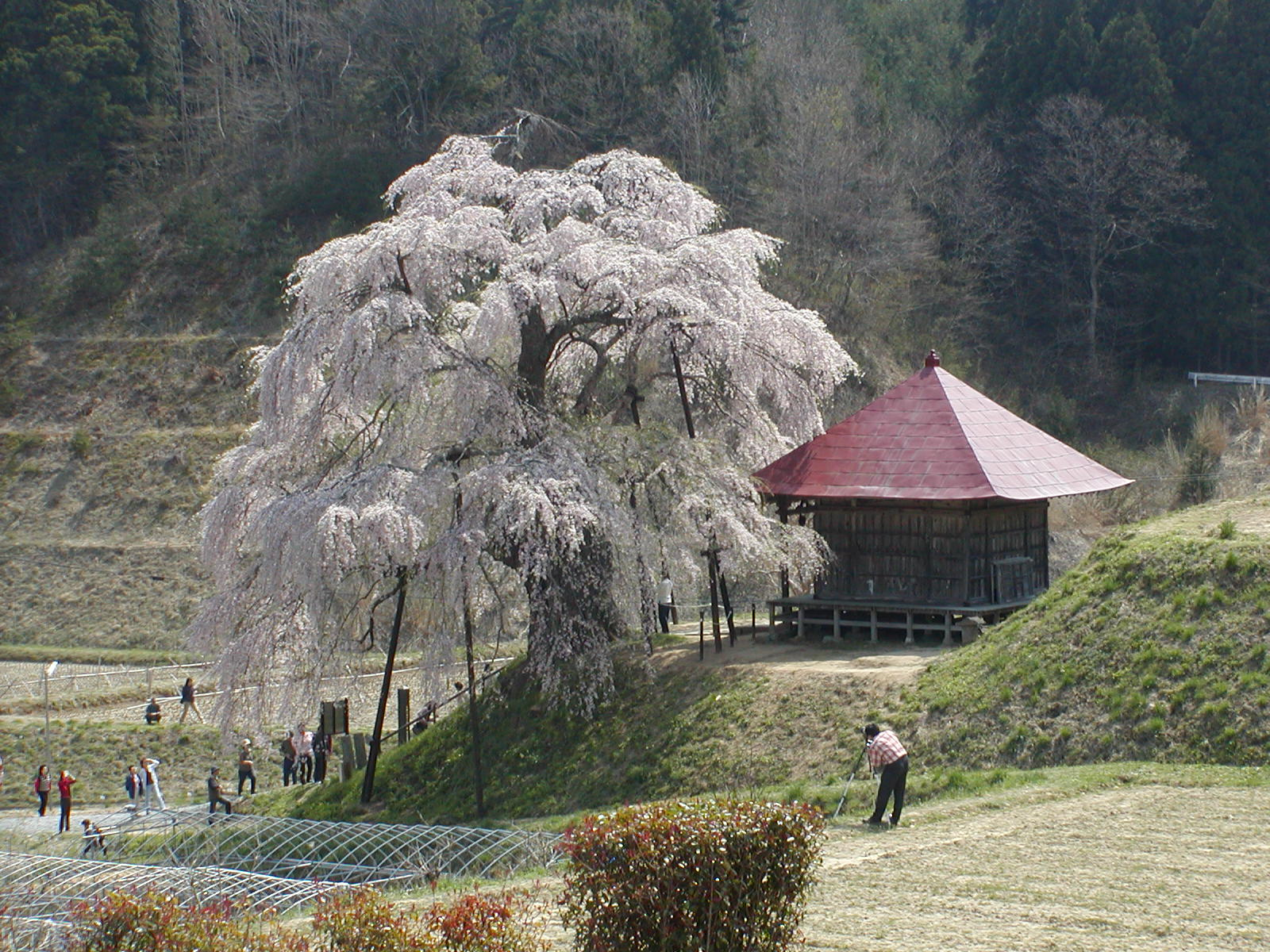
山側から

## 交通アクセス
- 磐越自動車道郡山東ICより車で25分
- 三春滝桜から車で20分
- JR郡山駅3番バス乗り場より柳橋行または小野駅前行で「高倉舘」下車、徒歩40分